# Kriegerdenkmal Grieben
Das Kriegerdenkmal Grieben ist ein denkmalgeschütztes Kriegerdenkmal im Ortsteil Grieben der Stadt Tangerhütte in Sachsen-Anhalt. Im örtlichen Denkmalverzeichnis ist das Kriegerdenkmal unter der Erfassungsnummer 094 30596 als Kleindenkmal verzeichnet.

## Allgemeines
Das Kriegerdenkmal in Grieben befindet sich an der Breiten Straße nahe der Kirche des Ortes. Es handelt sich dabei um einen Findling mit einer Inschriftentafel.